# Peripterygia marginata
Peripterygia marginata är en benvedsväxtart som först beskrevs av Henri Ernest Baillon, och fick sitt nu gällande namn av Ludwig Eduard Theodor Loesener. Peripterygia marginata ingår i släktet Peripterygia och familjen Celastraceae. Inga underarter finns listade.